# Problema di Basilea
Il problema di Basilea è un famoso problema dell'analisi matematica, proposto per la prima volta da Pietro Mengoli nel 1644 e risolto da Eulero nel 1735. Il problema aveva resistito agli attacchi dei più grandi matematici dell'epoca e quindi la soluzione di Eulero, appena ventottenne, suscitò stupore e ammirazione. Il problema di Basilea chiede di scoprire la somma esatta della serie infinita :
{\displaystyle \sum _{n=1}^{\infty }{\frac {1}{n^{2}}}={\frac {1}{1^{2}}}+{\frac {1}{2^{2}}}+{\frac {1}{3^{2}}}+\cdots }
La serie è approssimativamente uguale a 1,644934.... Il problema di Basilea consiste nel trovare la somma esatta di questa serie. Eulero dimostrò che la somma esatta è {\displaystyle {\frac {\pi ^{2}}{6}}} e annunciò questa scoperta nel 1735. Le sue dimostrazioni erano basate su passaggi non chiariti appieno. Per una dimostrazione rigorosa bisognerà aspettare fino al 1741.

## La funzione zeta di Riemann
La funzione zeta di Riemann {\displaystyle \zeta (s)} è una delle più importanti della matematica in parte perché è in relazione con la distribuzione dei numeri primi. La funzione è definita per tutti i numeri complessi con parte reale maggiore di 1 dalla formula:
{\displaystyle \zeta (s)=\sum _{n=1}^{\infty }{\frac {1}{n^{s}}}.}
Per {\displaystyle s=2}, {\displaystyle \zeta (2)} è uguale alla somma degli inversi dei quadrati di tutti i numeri naturali.
{\displaystyle \zeta (2)=\sum _{n=1}^{\infty }{\frac {1}{n^{2}}}={\frac {1}{1^{2}}}+{\frac {1}{2^{2}}}+{\frac {1}{3^{2}}}+{\frac {1}{4^{2}}}+\cdots \approx 1,644934\ldots }
Dato che tutti i suoi termini sono positivi, si dimostra la convergenza di {\displaystyle \zeta (2)} con la disuguaglianza:
{\displaystyle {\begin{aligned}\sum _{n=1}^{N}{\frac {1}{n^{2}}}&<1+\sum _{n=2}^{N}{\frac {1}{n(n-1)}}=1+\sum _{n=2}^{N}\left({\frac {1}{n-1}}-{\frac {1}{n}}\right)\\&=1+\left(1-{\cancel {\frac {1}{2}}}\right)+\left({\cancel {\frac {1}{2}}}-{\cancel {\frac {1}{3}}}\right)+\left({\cancel {\frac {1}{3}}}\cdots \cdots -{\cancel {\frac {1}{N-1}}}\right)+\left({\cancel {\frac {1}{N-1}}}-{\frac {1}{N}}\right)=2-{\frac {1}{N}},\end{aligned}}}
da cui
{\displaystyle \zeta (2)=\lim _{N\to \infty }\sum _{n=1}^{N}{\frac {1}{n^{2}}}<\lim _{N\to \infty }\left(2-{\frac {1}{N}}\right)=2.}
Inoltre questa disuguaglianza stabilisce il limite superiore 2 di {\displaystyle \zeta (2)}.
Si ha una dimostrazione alternativa di convergenza sostituendo in ciascuna frazione con denominatore diverso da potenza di due la frazione con denominatore la potenza di due di valore immediatamente superiore. In questo modo si ottiene una serie che ha somme parziali sempre superiori alla serie {\displaystyle \zeta (2)<2}:
{\displaystyle \zeta {(2)}<S_{1}={\frac {1}{1^{2}}}+{\frac {1}{2^{2}}}+{\frac {1}{2^{2}}}+{\frac {1}{4^{2}}}+{\frac {1}{4^{2}}}+{\frac {1}{4^{2}}}+{\frac {1}{4^{2}}}+\dots +{\frac {2^{n}}{({2^{n}})^{2}}}+\dots }
Si nota facilmente che {\displaystyle S_{1}} equivale alla serie degli inversi delle potenze di due:
{\displaystyle S_{2}={\frac {1}{2^{0}}}+{\frac {1}{2^{1}}}+{\frac {1}{2^{2}}}+{\frac {1}{2^{3}}}+{\frac {1}{2^{4}}}+\dots +{\frac {1}{2^{n}}}+\dots }
che è convergente essendo una serie geometrica di ragione {\displaystyle x={\frac {1}{2}}<1} (che come noto, converge a {\displaystyle 2}).
Ma se {\displaystyle S_{2}} è convergente, allora lo è anche la serie {\displaystyle \zeta (2)<2} in quanto le sue somme parziali sono sempre minori di quelle di {\displaystyle S}.

## La dimostrazione di Eulero
Eulero suppose che le regole dei polinomi finiti fossero valide anche per le serie infinite. Naturalmente questa supposizione richiede una dimostrazione, ma anche senza giustificazione, semplicemente ottenendo un valore prossimo a quello ottenuto col calcolo egli poteva essere piuttosto sicuro della correttezza del suo risultato. Si consideri lo sviluppo in serie di Taylor della funzione seno centrato in {\displaystyle 0}:
{\displaystyle \sin x=x-{\frac {x^{3}}{3!}}+{\frac {x^{5}}{5!}}-{\frac {x^{7}}{7!}}+\cdots .}
Dividendo per {\displaystyle x} entrambi i termini si ottiene:
{\displaystyle {\frac {\sin x}{x}}=1-{\frac {x^{2}}{3!}}+{\frac {x^{4}}{5!}}-{\frac {x^{6}}{7!}}+\cdots .}
Le radici di questo polinomio sono {\displaystyle \pi ,-\pi ,2\pi ,-2\pi ,3\pi ,-3\pi ,\ldots }.
Sia {\displaystyle z=x^{2}}, allora
{\displaystyle {\frac {\sin {\sqrt {z}}}{\sqrt {z}}}=1-{\frac {z}{3!}}+{\frac {z^{2}}{5!}}-{\frac {z^{3}}{7!}}+\cdots .}
Le radici di questo polinomio sono: {\displaystyle \pi ^{2},4\pi ^{2},9\pi ^{2},\ldots }. La formula di Viète dice che la somma dei reciproci delle radici di un polinomio con termine di grado 0 uguale a 1 è uguale al coefficiente del termine di primo grado cambiato di segno. In altre parole la somma dei reciproci delle radici del polinomio {\displaystyle a_{n}x^{n}+\cdots +a_{3}x^{3}+a_{2}x^{2}+bx+1} è {\displaystyle -b}.
Si supponga di poter applicare le regole dei polinomi finiti anche per questo polinomio infinito. Si ottiene:
{\displaystyle {\frac {1}{3!}}={\frac {1}{6}}={\frac {1}{\pi ^{2}}}+{\frac {1}{4\pi ^{2}}}+{\frac {1}{9\pi ^{2}}}+{\frac {1}{16\pi ^{2}}}+\cdots }
Moltiplicando entrambi i termini per {\displaystyle \pi ^{2}} si ha:
{\displaystyle {\frac {\pi ^{2}}{6}}=1+{\frac {1}{4}}+{\frac {1}{9}}+{\frac {1}{16}}+\cdots =\zeta (2).}

## Una dimostrazione rigorosa
La seguente dimostrazione di {\displaystyle \zeta (2)=\pi ^{2}/6} è la più semplice disponibile; mentre la maggior parte delle altre utilizza i risultati dalla matematica avanzata, quali analisi di Fourier, analisi complessa e calcolo a più variabili.

### Storia della dimostrazione
L'origine della dimostrazione è poco chiara. È comparsa sulla rivista Eureka nel 1982, attribuita a John Scholes, ma era “conoscenza comune” a Cambridge verso la fine degli anni '60.

### Che cosa bisogna conoscere
Nozioni preliminari:
- La formula di De Moivre: {\displaystyle (\cos x+i\sin x)^{n}=\cos(nx)+i\sin(nx).}
  - Per la dimostrazione vedere formula di Eulero.
- Il teorema binomiale: {\displaystyle (x+y)^{n}=\sum _{k=0}^{n}{n \choose k}x^{k}y^{n-k},} dove {\displaystyle {n \choose k}={\frac {n!}{k!(n-k)!}}} è il coefficiente binomiale.
  - La dimostrazione fa uso delle proprietà dei coefficienti binomiali e il principio di induzione.
- La funzione {\displaystyle cot^{2}x} ha una corrispondenza biunivoca nell'intervallo {\displaystyle (0,\pi /2)}.
  - Dimostrazione: si supponga che {\displaystyle \cot ^{2}x=\cot ^{2}y} per alcuni {\displaystyle x} e {\displaystyle y} nell'intervallo {\displaystyle (0,\pi /2)}. Dalla definizione di cotangente {\displaystyle \cot x=\cos x/\sin x} e dell'identità trigonometrica {\displaystyle \cos ^{2}x=1-\sin ^{2}x}, si ricava {\displaystyle (\sin ^{2}x)(1-\sin ^{2}y)=(\sin ^{2}y)(1-\sin ^{2}x)}. Aggiungendo {\displaystyle (\sin ^{2}x)(\sin ^{2}y)} a entrambi i termini si ottiene {\displaystyle \sin ^{2}x=\sin ^{2}y}. Poiché la funzione seno non è mai negativa in {\displaystyle (0,\pi /2)}, si ha {\displaystyle \sin x=\sin y}, ma guardando la circonferenza goniometrica è geometricamente evidente che la funzione seno è crescente nell'intervallo {\displaystyle (0,\pi /2)}, per cui {\displaystyle x=y}.
- Se {\displaystyle p(t)} è un polinomio di grado {\displaystyle m}, {\displaystyle p} ha esattamente {\displaystyle m} radici in {\displaystyle \mathbb {C} }, contate con le relative molteplicità.
  - Dimostrazione: qualunque numero di soluzioni diverso da {\displaystyle m} sarebbe in conflitto col teorema fondamentale dell'algebra.

- Se {\displaystyle p(t)=a_{m}t^{m}+a_{m-1}t^{m-1}+\cdots +a_{1}t+a_{0}} dove {\displaystyle a_{m}>0} allora la somma {\displaystyle t_{1}+t_{2}+\cdots +t_{m}} delle radici di {\displaystyle p} (contando le molteplicità) è {\displaystyle -{\frac {a_{m-1}}{a_{m}}}}.
  - Dimostrazione: Se {\displaystyle a_{m}=1} allora {\displaystyle p(t)=\prod _{j=1}^{m}t-t_{j}}. Sviluppando questo prodotto, si vede che il coefficiente di {\displaystyle t^{m-1}} è l'opposto della somma di tutte le altre radici. Se {\displaystyle a_{m}>1}, è possibile dividere per esso ogni termine, ottenendo un nuovo polinomio con le stesse radici, il cui coefficiente di partenza è 1; reiterando lo stesso ragionamento, si vede che la somma di tutte le radici di {\displaystyle p(t)=} somma di tutte le radici del nuovo polinomio {\displaystyle =-{\frac {a_{m-1}}{a_{m}}}}.
- L'identità trigonometrica: {\displaystyle \csc ^{2}x=1+\cot ^{2}x}
  - Dimostrazione: È conseguenza dell'identità fondamentale {\displaystyle 1=\sin ^{2}x+\cos ^{2}x} dove ogni termine è stato diviso per {\displaystyle \sin ^{2}x}.
- Per un numero reale {\displaystyle 0\leq x\leq \pi /2} vale la diseguaglianza {\displaystyle \cot ^{2}x<1/x^{2}<\csc ^{2}x}.
  - Per {\displaystyle x} piccoli, è noto che {\displaystyle 0<\sin x<x<\tan x}, come è possibile vedere qui:

Per notare che {\displaystyle \sin x<x}, si osservi il fatto che nella figura {\displaystyle \sin \theta } è la lunghezza della linea {\displaystyle AC}, e {\displaystyle \theta } è la lunghezza dell'arco circolare {\displaystyle AD}.
Per notare che {\displaystyle x<\tan x}, si osservi che l'area del triangolo {\displaystyle OAE} è {\displaystyle \tan(\theta )/2}, l'area del settore {\displaystyle OAD} è {\displaystyle \theta /2}, e che il settore è contenuto nel triangolo.
Si consideri il reciproco di ogni elemento trigonometrico fin qui nominato e se ne calcoli il quadrato. La disequazione sui reciproci ha direzione opposta.
- Dati tre numeri reali {\displaystyle a}, {\displaystyle b}, {\displaystyle c} con {\displaystyle a>0;} il limite della funzione {\displaystyle (am+b)/(am+c)} con m che tende a infinito è 1, cioè {\displaystyle \lim _{m\to \infty }{\frac {am+b}{am+c}}=1}.
  - Dimostrazione: Si divida ogni termine per {\displaystyle m}, e si prenda {\displaystyle (a+b/m)/(a+c/m).} Dato che quoziente di una frazione il cui denominatore cresce indefinitamente tende a zero; così, sia numeratore sia denominatore tendono ad {\displaystyle a}, e il loro quoziente tende a 1.
- Il teorema del confronto per le funzioni (o teorema dei carabinieri): se una funzione è maggiorata e minorata da due funzioni che tendono allo stesso limite, allora anche la funzione in questione tende a tale limite.

### La dimostrazione
L'idea principale di questa dimostrazione è trovare un limite alle somme parziali
{\displaystyle \sum _{k=1}^{m}{\frac {1}{k^{2}}}={\frac {1}{1^{2}}}+{\frac {1}{2^{2}}}+\cdots +{\frac {1}{m^{2}}}}
tra due espressioni tendenti ciascuna a {\displaystyle \pi ^{2}/6} (con m che tende a infinito). Le due espressioni sono derivate dalle identità che coinvolgono le funzioni di cosecante e di cotangente. Queste identità a loro volta sono derivate dalla formula di De Moivre. Dati il numero reale {\displaystyle x} compreso tra {\displaystyle 0} e {\displaystyle \pi /2} e l'intero positivo {\displaystyle n}, in base alla formula di De Moivre si ha:
{\displaystyle {\frac {\cos(nx)+i\sin(nx)}{(\sin x)^{n}}}={\frac {(\cos x+i\sin x)^{n}}{(\sin x)^{n}}}=\left({\frac {\cos x+i\sin x}{\sin x}}\right)^{n}=(\cot x+i)^{n}.}
Dal teorema binomiale si ricava:
{\displaystyle {\begin{aligned}(\cot x+i)^{n}&={n \choose 0}\cot ^{n}x+{n \choose 1}(\cot ^{n-1}x)i+\cdots +{n \choose {n-1}}(\cot x)i^{n-1}+{n \choose n}i^{n}\\&=\left[{n \choose 0}\cot ^{n}x-{n \choose 2}\cot ^{n-2}x\pm \cdots \right]+i\left[{n \choose 1}\cot ^{n-1}x-{n \choose 3}\cot ^{n-3}x\mp \cdots \right].\end{aligned}}}
La combinazione delle due equazioni dà la seguente identità:
{\displaystyle {\frac {\sin(nx)}{(\sin x)^{n}}}=\left[{n \choose 1}\cot ^{n-1}x-{n \choose 3}\cot ^{n-3}x\mp \cdots \right].}
Si ponga {\displaystyle n=2m+1}, dove {\displaystyle m} è un naturale per cui {\displaystyle n} è un valore dispari.
Per {\displaystyle nx=j\pi } con {\displaystyle j=1,2,\ldots ,m}, cioè per {\displaystyle x=j\pi /n=j\pi /(2m+1)} si ha {\displaystyle \sin(nx)=0} per ogni valore di {\displaystyle n}, quindi l'identità sopra esposta diventa:
{\displaystyle 0={{2m+1} \choose 1}\cot ^{2m}x-{{2m+1} \choose 3}\cot ^{2m-2}x\mp \cdots +(-1)^{m}{{2m+1} \choose {2m+1}}.}
I valori di {\displaystyle x=j\pi /(2m+1)} (con {\displaystyle j=1,2,\ldots ,m}) che soddisfano l'equazione precedente sono compresi tra {\displaystyle 0} e {\displaystyle \pi /2}, e poiché la funzione {\displaystyle \cot ^{2}(x)=\cot ^{2}(j\pi /(2m+1))} ha corrispondenza biunivoca nell'intervallo {\displaystyle (0,\pi /2)} essa assume un valore diverso per ogni {\displaystyle j=1,2,\ldots ,m}. Dalla suddetta equazione risulta che ciascuno di questi numeri (diversi) è la radice di un polinomio {\displaystyle p(t)} di grado {\displaystyle m} in {\displaystyle t=\cot ^{2}x},
{\displaystyle p(t):={{2m+1} \choose 1}t^{m}-{{2m+1} \choose 3}t^{m-1}\mp \cdots +(-1)^{m}{{2m+1} \choose {2m+1}}.}
È dunque possibile calcolare direttamente la somma delle {\displaystyle m} radici {\displaystyle t_{j}} prendendo in considerazione i coefficienti di {\displaystyle p(t)}.
{\displaystyle \sum _{j=1}^{m}t_{j}={{2m+1} \choose 3}/{{2m+1} \choose 1}={\frac {2m(2m-1)}{6}}.}
Ricordando che {\displaystyle t=\cot ^{2}x} ed inserendo l'identità trigonometrica {\displaystyle \csc ^{2}x=\cot ^{2}x+1} si ottiene:
{\displaystyle {\frac {2m(2m-1)}{6}}=\sum _{j=1}^{m}t_{j}=\sum _{j=1}^{m}\cot ^{2}x=\sum _{j=1}^{m}\left(\csc ^{2}x-1\right)=-m+\sum _{j=1}^{m}\csc ^{2}x.}
Ricordando inoltre che {\displaystyle x=j\pi /(2m+1)} si ottiene:
{\displaystyle \sum _{j=1}^{m}\csc ^{2}x=\sum _{j=1}^{m}\csc ^{2}\left({\frac {j\pi }{2m+1}}\right)={\frac {2m(2m-1)}{6}}+m={\frac {2m(2m+2)}{6}}.}
Considerando la disuguaglianza {\displaystyle \cot ^{2}x<1/x^{2}<\csc ^{2}x} per ciascuno dei numeri {\displaystyle x=j\pi /(2m+1)} e sommandoli, per le due identità precedenti si ottiene:
{\displaystyle {\frac {2m(2m-1)}{6}}<\left({\frac {2m+1}{\pi }}\right)^{2}+\left({\frac {2m+1}{2\pi }}\right)^{2}+\cdots +\left({\frac {2m+1}{m\pi }}\right)^{2}<{\frac {2m(2m+2)}{6}}.}
A questo punto moltiplicando per {\displaystyle (\pi /(2m+1))^{2}} si ha:
{\displaystyle {\frac {\pi ^{2}}{6}}\left[{\frac {2m(2m-1)}{(2m+1)^{2}}}\right]<{\frac {1}{1^{2}}}+{\frac {1}{2^{2}}}+\cdots +{\frac {1}{m^{2}}}<{\frac {\pi ^{2}}{6}}\left[{\frac {2m(2m+2)}{(2m+1)^{2}}}\right].}
Per {\displaystyle m} tendente a infinito i termini a sinistra e a destra delle disuguaglianze convergono entrambi a {\displaystyle \pi ^{2}/6} e per il teorema del confronto si conclude:
{\displaystyle {\frac {\pi ^{2}}{6}}\leq \zeta (2)\leq {\frac {\pi ^{2}}{6}},}
cioè {\displaystyle \zeta (2)={\frac {\pi ^{2}}{6}}.}

## Altra dimostrazione
Un'altra procedura per il calcolo di {\displaystyle \zeta (2)}, che fa uso di integrali, si trova qui.

## Dimostrazione utilizzando la serie di Fourier
Un'altra possibile dimostrazione fa uso delle proprietà delle serie di Fourier. Si consideri la funzione {\displaystyle f(x)=x} con {\displaystyle x\in [-\pi ,\pi ]}e la sua estensione periodica a tutto {\displaystyle \mathbb {R} }, continua su {\displaystyle \mathbb {R} } con un’infinità numerabile di punti di discontinuità.
La serie di Fourier associata converge quindi uniformemente alla funzione {\displaystyle f(x),\forall x\in \mathbb {R} \backslash \{-2k\pi \},\forall k\in \mathbb {N} }. Essendo {\displaystyle f(x)} una funzione dispari, il suo sviluppo in serie contiene solo funzioni seno, il cui coefficiente {\displaystyle \beta _{k}} è dato dalla forma rettangolare:
{\displaystyle {\begin{aligned}\beta _{k}&={\frac {1}{\pi }}\int _{-\pi }^{\pi }x\sin(kx)dx\\&={\frac {1}{\pi }}\left[-{\frac {x\cos(kx)}{k}}-\int _{\pi }^{\pi }{\frac {\cos(kx)}{k}}dx\right]_{-\pi }^{\pi }\\&={\frac {1}{\pi }}\left[-{\frac {x\cos(kx)}{k}}\right]_{-\pi }^{\pi }\\&={\frac {2}{k}}(-\cos(k\pi ))\\&=2{\frac {(-1)^{k+1}}{k}},\quad \forall k\in \mathbb {N} \end{aligned}}}
La serie di Fourier associata risulta quindi: {\displaystyle f(x)\sim \sum _{k=1}^{\infty }2{\frac {(-1)^{k+1}}{k}}\sin(kx)}. Utilizzando poi l'uguaglianza di Parseval si ottiene l'identità:
{\displaystyle {\frac {1}{\pi }}\int _{-\pi }^{\pi }x^{2}dx={\frac {2\pi ^{2}}{3}}=\sum _{k=1}^{\infty }\beta _{k}^{2}=4\sum _{k=1}^{\infty }{\frac {1}{k^{2}}},}
da cui segue:
{\displaystyle \sum _{k=1}^{\infty }{\frac {1}{k^{2}}}={\frac {\pi ^{2}}{6}}.}

## Generalizzazione
Con procedimenti molto simili a quelli usati per il caso {\displaystyle s=2} sono state trovati valori esatti per la somma dell'inverso di qualsiasi potenza con {\displaystyle s} pari:
{\displaystyle \zeta (4)=1+{\frac {1}{2^{4}}}+{\frac {1}{3^{4}}}+{\frac {1}{4^{4}}}+\cdots ={\frac {\pi ^{4}}{90}},}
{\displaystyle \zeta (6)=1+{\frac {1}{2^{6}}}+{\frac {1}{3^{6}}}+{\frac {1}{4^{6}}}+\cdots ={\frac {\pi ^{6}}{945}}.}
Più in generale:
{\displaystyle \zeta (2k)={\frac {2^{2k-1}\pi ^{2k}|B_{2k}|}{(2k)!}},}
dove {\displaystyle B_{k}} sono i numeri di Bernoulli. Non è stato però compiuto alcun passo nella determinazione esatta per valori dispari di {\displaystyle s}. Solo recentemente è stato dimostrato che {\displaystyle \zeta (3)} è un numero irrazionale chiamato costante di Apéry.